# Giovanni Faber
Giovanni Faber, nato Johann Schmidt (Bamberga, 1574 – Roma, 17 settembre 1629), è stato un botanico, medico e collezionista d'arte tedesco.

Firma di Giovanni Faber

Fu medico papale. Originario di Bamberga in Baviera, visse a Roma dal 1598.  Fu curatore dell'orto botanico di Roma, membro e poi segretario dell'Accademia dei Lincei. Ha agito in tutta la sua carriera come mediatore politico tra Massimiliano I, elettore di Baviera e Roma. Fu amico e seguace nei Lincei di Galileo Galilei, col quale negli anni scambiò numerose lettere, oltre ai pittori tedeschi che vivevano a Roma, Johann Rottenhammer e Adam Elsheimer. Gli è anche attribuita l'invenzione del nome "microscopio".

## Biografia
Faber nacque da una famiglia protestante bavarese. Quando aveva un anno di età rimase orfano a causa della epidemia di peste. Fu allevato ed educato nella fede cattolica dal cugino Philip Schmidt. Studiò medicina all'Università di Würzburg e si laureò nel 1597. Per approfondire i suoi studi nel 1598 andò a Roma, dove lavorò come medico all'ospedale di Santo Spirito in Sassia. I suoi studi pratici di anatomia erano effettuati con la diretta osservazione del corpo umano. In seguito si dedicò esclusivamente allo studio dell'anatomia animale. 
Nel 1600 fu nominato alla cattedra di botanica e anatomia, oltre a essere Lettore dei Semplici presso lo Studio romano. Lo stesso anno divenne direttore dei Giardini botanici papali, ora Orto botanico di Roma. Grazie a questi incarichi frequentò la corte papale più regolarmente. Coltivò anche profondi interessi artistici, diventando un collezionista di dipinti. Nel 1611 gli interessi di Faber nella ricerca naturalistica lo spinsero a diventare un membro dell'Accademia dei Lincei.

## Il nome del microscopio
Si ritiene che Giovanni Faber abbia dato al microscopio il suo nome.
Nel 1609 Galileo, che era socio dell'Accademia dei Lincei, sviluppò un microscopio composto da una lente convessa e una concava, che chiamò occhiolino. Nel 1624 Galileo presentò il suo occhiolino al principe Federico Cesi, fondatore dell'Accademia dei Lincei. L'anno successivo Giovanni Faber coniò la parola microscopio dalle parole greche μικρόν (micron) che significa "piccolo", e σκοπεῖν (skopein) "guardare". La parola voleva essere analoga con telescopio, un'altra parola coniata dai linceani.